# Postpanamax

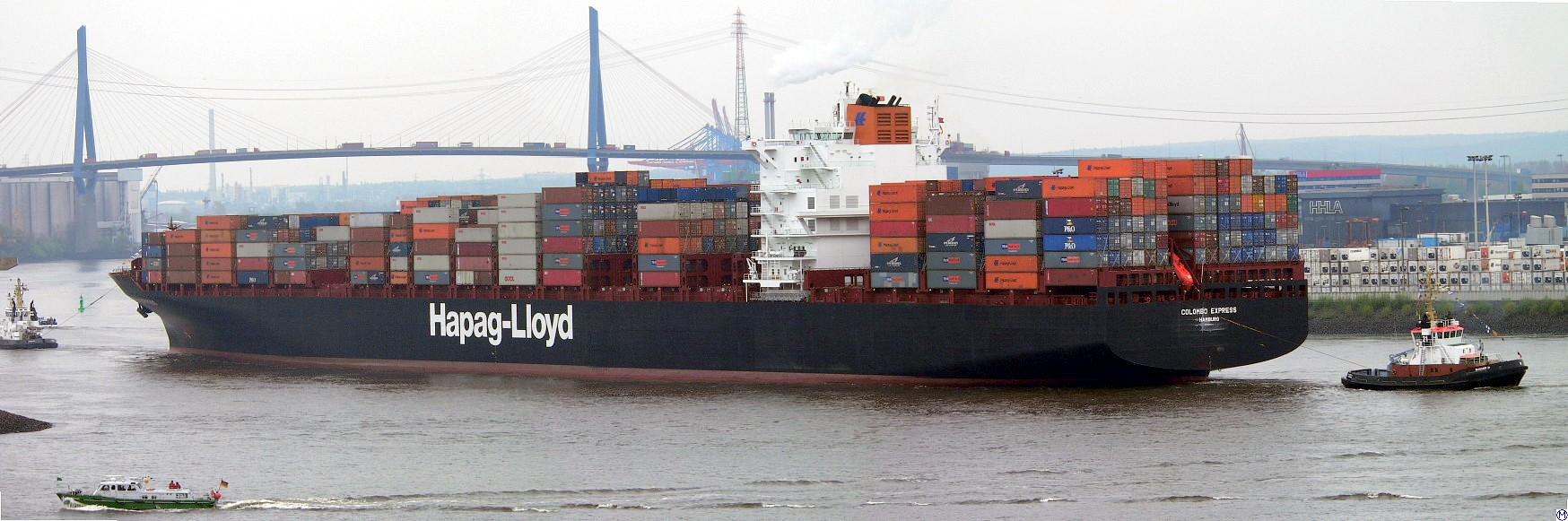
De Colombo Express, een post-Panamaxschip van Hapag-Lloyd

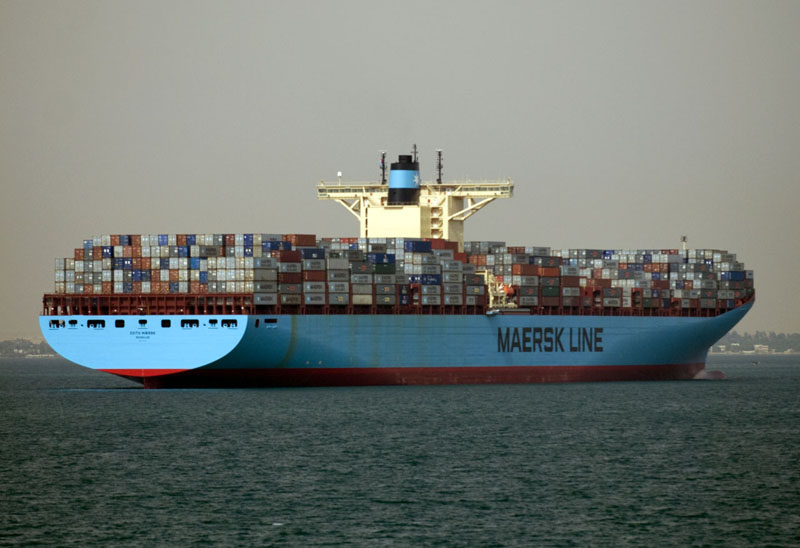
De Edith Maersk in het Suezkanaal

Een postpanamaxschip is een schip dat vanwege van zijn grootte niet in staat is om door de oude sluizen van het Panamakanaal te varen. Deze schepen nemen meer en meer de plaats in van de Panamaxschepen, die wel door het Panamakanaal kunnen varen.

## Evolutie
Sinds halverwege de jaren 1990 worden er in het containervervoer meer en meer postpanamaxschepen gebruikt. Zo investeren alle havens in steeds grotere infrastructuur om deze schepen te kunnen ontvangen. Op dit moment vertegenwoordigen de schepen die niet door het Panamakanaal kunnen ongeveer 27% van de totale wereldcapaciteit. Het aandeel van deze schepen zal de komende jaren naar verwachting verder stijgen.
Ongeveer 50% van de nieuw gebouwde containerschepen zijn postpanamaxschepen. In 2011 was de Emma Mærsk, met een capaciteit van rond de 14 500 TEU, het grootste containerschip. In februari 2011 bestelde Maersk een reeks van 10 nieuwe Maersk triple-E-schepen met een capaciteit van 18 000 TEU. Dit is inmiddels overtroffen door de MSC Oscar die 19 200 standaardcontainers kan meenemen. Dit schip kwam begin 2015 in de vaart.

## Efficiëntie
Postpanamaxschepen bereiken hun maximale efficiëntie als ze worden ingezet op wereldwijde routes waar grote ladingen verscheept worden. De relatieve kosten van de exploitatie van een schip dalen immers met het vervoer van een grotere lading. De totale kosten per verscheepte container liggen dan tot 20% lager ten opzichte van Panamaxschepen.

## Grotere sluizen
Medio 2016 kwamen er nieuwe en grotere sluizen in gebruik in het Panamakanaal. Postpanamax-schepen die deze sluizen kunnen passeren, zijn neopanamax. Voor nóg grotere schepen veranderde er niets; dit blijven postpanamaxschepen. Door de oude sluizen kunnen schepen van ruim 50 000 dwt passeren en van 120.000 dwt door de nieuwe sluizen. Voor de containerschepen ging de limiet omhoog van zo'n 5000 TEU naar 13.000 TEU.